# 天主教秘魯軍中教長區
天主教秘魯軍中教長教區（拉丁語：Ordinariatus Militaris Peruviae）是秘魯一個天主教的軍中教長區，直屬聖座，負責牧養信奉天主教的秘魯軍人及其家眷。
教長區2004年有廿五個堂區、八十五名司鐸、十名修士、六名修女。候任教長為若望·嘉祿·韋拉·普拉森西亞。
1943年5月15日成立軍中代牧區，1986年7月21日被升為教長區。